# Trichobius dugesiodes
Trichobius dugesiodes är en tvåvingeart som beskrevs av Wenzel 1966. Trichobius dugesiodes ingår i släktet Trichobius och familjen lusflugor. Inga underarter finns listade i Catalogue of Life.